# Sabine Töpperwien

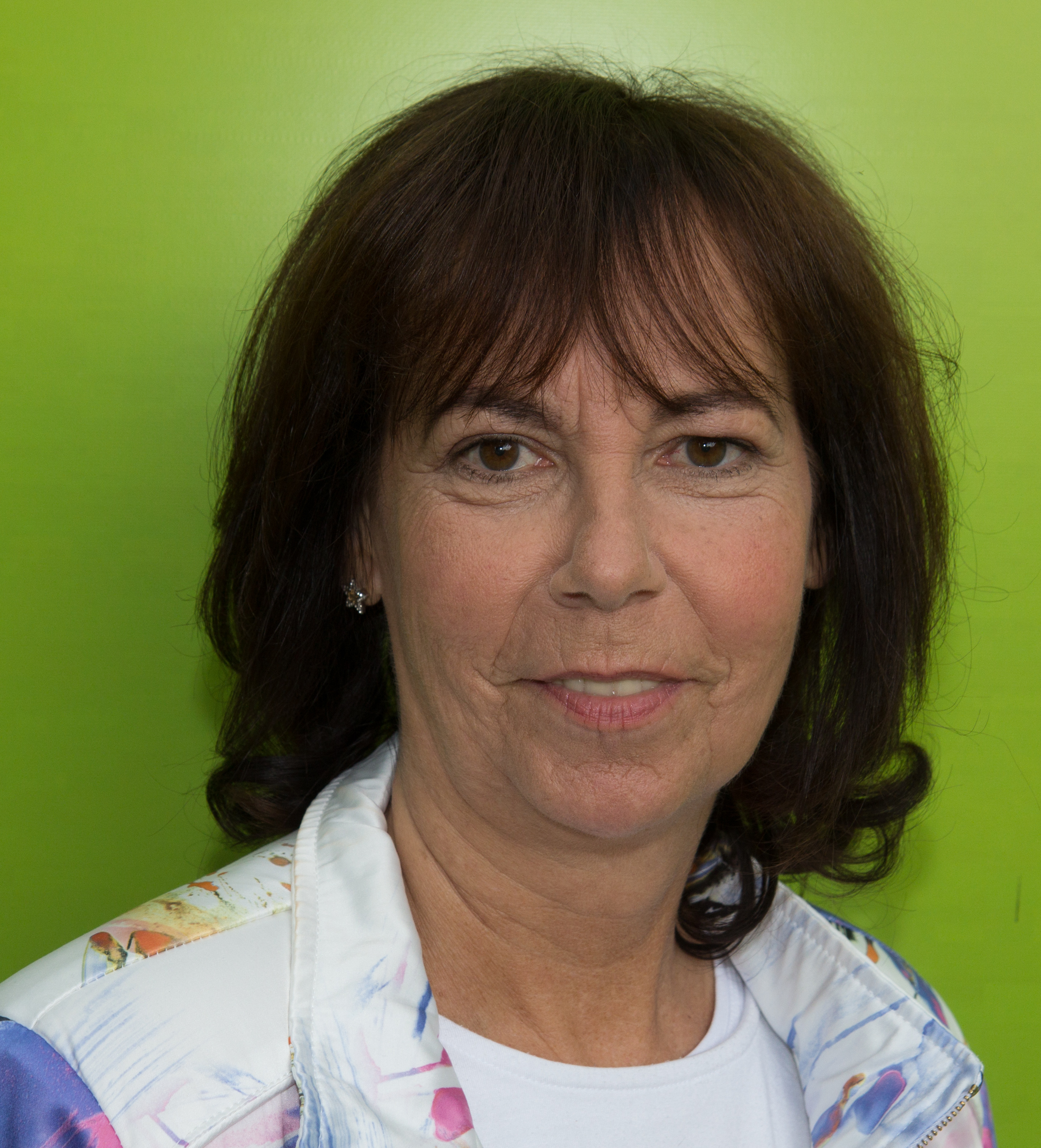
Sabine Töpperwien (2018)

Sabine Töpperwien (* 6. Oktober 1960 in Seesen) ist eine ehemalige deutsche Sportjournalistin. Sie ist die erste Frau, die in Deutschland live ein Fußballspiel kommentiert hat.

## Leben
Sabine Töpperwien kam als Tochter einer Gerberfamilie zur Welt und wuchs in Osterode am Harz auf. Töpperwien legte am Tilman-Riemenschneider-Gymnasium das Abitur ab und studierte danach bis 1985 in Göttingen Sozialwissenschaften u. a. bei Peter Krohn. Ihre Diplomarbeit („Historische Entwicklung im Fußball in Deutschland“) als Diplomsozialwirtin in Sportwissenschaften schrieb sie bei Arnd Krüger. Die Arbeit wurde mit der Note Eins bewertet. Als Tischtennisspielerin spielte sie mit dem ASC 1846 Göttingen Anfang der 1980er Jahre in der 2. Bundesliga. Zum Sportjournalismus kam sie durch ihre Familie; ihr Bruder Rolf Töpperwien war bereits Fußballreporter beim ZDF.

## Karriere
Während des Studiums arbeitete sie als freie Mitarbeiterin beim Göttinger Tageblatt, ehe sie nach dem Examen beim NDR ein Volontariat begann.
1989 wurde sie vom WDR fest eingestellt und war die erste Frau, die regelmäßig in der ARD-Bundesligakonferenz von der Fußball-Bundesliga im Radio berichtete. Töpperwien war mit einem Einsatz beim ersten live übertragenen Frauenländerspiel, dem EM-Halbfinale 1989 gegen Italien, die erste Frau, die eine Fußball-Übertragung kommentierte. Das erste Bundesliga-Spiel, von dem sie in Direktübertragungen für den Hörfunk berichtete, war im September 1989 Hamburger SV gegen FC St. Pauli. Sie hatte eine ähnliche, sich steigernde hocherregte Sprechweise wie diejenige ihres Bruders Rolf, mit der ein Eindruck besonderer Spannung vermittelt wurde.
Ab 2001 war sie Sportchefin von WDR 2, dem Radiosender, der federführend für die Fußball-Bundesligaübertragung ist, wobei sie weiterhin auch als Reporterin in den Hörfunkübertragungen zu hören war. Ab der Fußball-Weltmeisterschaft 1994 in den USA war sie bei allen Fußball-Großereignissen als Journalistin für das Radio tätig.
Einen Höhepunkt ihrer Laufbahn erlebte sie 1997, als sie zusammen mit Manfred Breuckmann das zweite UEFA-Pokalfinale Inter Mailand gegen FC Schalke 04 kommentierte.
Ab 2001 leitete sie die WDR-Sportredaktion Hörfunk. 2006 war sie Teamchefin Hörfunk der ARD bei der Fußball-WM in Deutschland. Seit 2019 war sie Teil der Führung des crossmedialen Sportcampus im WDR.
Neben dem Fußball berichtete sie von acht Olympischen Spielen, insbesondere im Wintersport von den Eiskunstlaufwettbewerben. Nach Angaben des WDR hat Töpperwien insgesamt mehr als 700 Fußballspiele kommentiert, knapp 600 davon in der Bundesliga.
Am 21. Januar 2021 gab Sabine Töpperwien im Bundesliga-Podcast Einfach Fußball des WDR ihren Eintritt in den vorzeitigen Ruhestand bekannt. Im Juli 2021 wurde sie von der Stadt Osterode am Harz mit der Stadtverdienstmedaille ausgezeichnet.